# اچ‌ام‌اس کوراگوس (اس۵۰)
اچ‌ام‌اس کوراگوس (اس۵۰) (به انگلیسی: HMS Courageous (S50)) یک زیردریایی بود که طول آن ۸۶٫۹ متر (۲۸۵ فوت ۱ اینچ) بود. این زیردریایی در سال ۱۹۷۰ ساخته شد.